# Villa Unión (kommun)
Villa Unión är en kommun i Mexiko.   Den ligger i delstaten Coahuila, i den norra delen av landet, 1 000 km norr om huvudstaden Mexico City. Arean är 1 540 kvadratkilometer.
Terrängen i Villa Unión är platt norrut, men söderut är den kuperad.
Följande samhällen finns i Villa Unión:
- Villa Unión